# Иерофей I (патриарх Александрийский)
Патриа́рх Иерофе́й I Фессали́ец (греч. Πατριάρχης Ιερόθεος Α΄; ?, Трикала — 8 сентября 1845) — Папа и Патриарх Александрийский и всей Африки.

## Биография
В 1811 году он стал епископом Паронаксии. В 1820 году Иерофей становится митрополитом Никейским.
В 1825 году избран Патриархом Александрийским и всего Египта. Возведён на Александрийский престол в Константинополе. Мухаммед Али Египетский (1805—1848), который, заботясь о доходах казны и развитии промышленности, охотно покровительствовал христианским общинам, в Египет из османских владений устремилось множество греков, которые покупали земельные участки, строили на них больницы, благотворительные заведения и школы, однако в то время Александрийский патриархат всё ещё оставался бедным и малочисленным. Так, по состоянию на 1843 год клир Александрийской православной церкви насчитывал всего 23 клирика греческого и арабского происхождения. Своей паствой управлял фактически сам Патриарх.
В 1834 году, после полувекового перерыва, были восстановлены контакты Александрийского престола с Россией, что было обусловлено тем, что вопрос об александрийских монастырях и землях в дунайских княжествах, конфискованных в 1821 году, по-прежнему оставался нерешенным. На деньги, присланные из России, патриарх Иерофей отреставрировал полуразрушенные патриаршие храмы — святого Николая в Александрии и Пресвятой Богородицы в Каире, перестроил здания патриархии в этих городах, восстановил монастыри святого Георгия и монастырь святого Саввы, открыл греческо-арабское училище в Каире.
В 1839 году по ходатайству Александрийского патриарха Иерофея I на восстановление патриаршей церкви святого Николая было послано из духовно-учебных капиталов десять тысяч рублей ассигнациями. В том же году от Киевской, Московской, Петербургской и Черниговской епархий было послано большое количество церковных сосудов и облачений, а митрополит Санкт-Петербургский Софроний лично пожертвовал 3 тысячи рублей ассигнациями. В 1840 году патриарх Иерофей снова обратился в российский Святейший Синод с просьбой об оказании пособия на учреждение греко-арабской школы в Александрии, однако получил отказ. В 1841 году он возобновляет свое ходатайство, однако оно 21 снова было отложено, причем причиной было указано одновременное оказание помощи Антиохийской патриархии. В 1843 году патриарху Иерофею было отправлено пособие для содержания монастырей святого Саввы и святого Георгия по палестинскому штату.
Патриарху Иерофею I в итоге удалось восстановить принадлежавшие патриархии монастыри — Златарь в Бухаресте и святого Илии Ханку в Яссах. Он также выкупил и освободил множество христианских пленников у арабов.
К 1843 году относится официальная организация греческой общины в Александрии. Многочисленная, активная, процветающая греческая православная община выработала четкую структуру самоуправления, состоявшую из т. н. эпитропий — комиссий выборных депутатов. Ее почётными членами стали консулы Греции, Бельгии, Швеции и Норвегии (крупные предприниматели греческого происхождения). Община содержала за свой счёт школы, больницы, даже часть духовенства, жертвовала значительные суммы Патриархии, но в то же время начала добиваться контроля над действиями Патриархов Александрийских, а также права участия в их выборах.
Скончался 8 сентября 1845 года в каирском монастыре святого Георгия, и был погребён в патриаршем храме святого Николая, вблизи могилы великого александрийского святителя Иоанна Милостивого. Назначение Константинопольской патриархией митрополита Артемия (Пардалакиса) новым патриархом Александрийским без согласование с самой Александрийской церковью, стало поводом для усилившейся греческой общины Египта продемонстрировать свою независимость от Константинополя, претендовавшего на безраздельное главенство на православном Востоке, так и от неугодного им патриарха. В результате Патриарх Артемий не был допущен в Египет, а в 1847 году от отрекся от престола.